# Collema callibotrys
Collema callibotrys är en lavart som beskrevs av Tuck. Collema callibotrys ingår i släktet Collema och familjen Collemataceae.   Inga underarter finns listade i Catalogue of Life.